# Lourenço da Silva de Mendouça
Lourenço da Silva de Mendouça (ca. 1620–1698) was een Afro-Braziliaanse abolitionist die in 1684-1686 de afschaffing van de slavernij ging bepleiten aan het pauselijk hof in Rome. Hij stond er bekend als Lorenzo de Silva de Mendoza.   

## Leven
Da Silva was waarschijnlijk een kleinzoon van ngola Hari, die tot 1664 koning was van Ndongo. Zijn opvolger verbrak de vazalschap aan de Portugezen en verloor de daarop volgende oorlog. Dit leidde in 1671 tot de verbanning van Da Silva en zijn drie broers naar Brazilië. Na twee jaar werd hij overgezet naar Portugal, waar hij in een klooster verbleef en studeerde. 
In 1681 trok Da Silva naar Lissabon en werd er erkend als vertegenwoordiger van de Portugese mulatto's. Het volgende jaar reisde hij naar het hof van koning Karel II van Spanje in Madrid. Hij werd er goed ontvangen, onder meer door de vorst en de aartsbisschop. Lorenzo de Re plaatste Da Silva aan het hoofd van de op te richten lekenbroederschap Nuestra Señora de las Estrellas de los Negros.  
Met deze geloofsbrieven begaf da Silva zich in 1684 naar Rome om bij de Sacra Congregatio de Propaganda Fide te protesteren tegen de slavernij. Op erudiete wijze betoogde hij tegenover de kardinalen dat er sprake was van onmenselijke behandeling en eeuwige slavernij in strijd met het goddelijk recht en het natuurrecht. Handig beklemtoonde hij dat de tirannie niet werd beëindigd door bekering. De kapucijner missionarissen mengden zich in het door Da Silva geïnitieerde debat met elf proposities die verschillende aspecten van het Atlantische slavensysteem veroordeelden. Hun verzoekschrift benadrukte vooral dat mensen op onrechtvaardige wijze tot slaaf werden gemaakt. Na een nieuwe tussenkomst van Da Silva onderschreef de Congregatie voor de Geloofsleer op 20 maart 1686 de elf proposities. Daarmee nam paus Innocentius XI fors stelling. Zijn instructies werden verspreid binnen de kerk, maar uiteindelijk bleven ze dode letter omdat hij verzuimde te wegen op de Spaanse en Portugese kroon.
Kort na de beslissing vroeg Da Silva de kardinalen geld om terug te keren naar zijn land, aanvoerend dat hij door ziekte geen middelen meer had, maar blijkbaar zonder resultaat. Hij stierf in 1698.